# フォン・デア・タン (巡洋戦艦)
| 竣工当時の「フォン・デア・タン（SMS Von der Tann）」 | |
| 艦歴                                                 | |
| 起工                                                 | 1908年3月25日 |
| 進水                                                 | 1909年3月20日 |
| 就役                                                 | 1910年9月1日 |
| 退役                                                 | |
| その後                                               | 1919年自沈後、1934年解体 |
| 前級                                                 | ブリュッヒャー |
| 次級                                                 | モルトケ級 |
| 性能諸元                                             | |
| 排水量                                               | 基準：19,300トン、満載：21,300トン |
| 全長                                                 | 171.7m |
| 全幅                                                 | 26.6m |
| 吃水                                                 | 8.91m |
| 機関                                                 | シュルツ・ソーニクロフト式石炭専焼水管缶18基 +パーソンズ式低速タービン2基&同高速タービン2基4軸推進 |
| 最大出力                                             | 43,600 HP (39 MW) |
| 最大速力                                             | 24.8ノット |
| 航続距離                                             | 14ノット/4,400海里 |
| 乗員                                                 | 士官、兵員1,174名 |
| 兵装                                                 | 28cm SK L/45（45口径）連装砲4基 15cm SK L/45（45口径）単装砲10基 8.8cm SK L/45 単装砲（45口径）16基 45cm水中魚雷発射管4門 |
| 装甲                                                 | 舷側：250mm（水線部）、150mm（上部装甲帯）80～120mm（艦首部）、25mm（水線下隔壁） 甲板：25mm（中甲板）、25mm（主甲板平坦部）50mm（主甲板傾斜部） 主砲塔：230mm（前盾）、170mm（側盾）、90mm（天蓋傾斜部）、75mm（天蓋平面部）、-m（後盾） バーベット：230mm（甲板上部）、30mm（甲板下部） 司令塔：250mm（側面部）、80mm（天蓋） |

フォン・デア・タン (SMS Von der Tann) は、第一次世界大戦時におけるドイツ帝国海軍の巡洋戦艦（独：Schlachtkreuzer)
、当時の帝国海軍においては大型巡洋艦（Großer Kreuzer）に類別されていた。艦名はバイエルン王国の将軍ルートヴィヒ・フォン・デア・タン＝ラートザムハウゼン (Ludwig von der Tann-Rathsamhausen) にちなむ。

## 概要
本艦は1907年度海軍計画で整備されたドイツ帝国海軍初の巡洋戦艦である。ドイツ帝国海軍の艦艇整備計画において、本来は1906年から1909年にかけて大型巡洋艦は1隻も建造しないことになっていた。しかし建艦競争で先行するイギリス海軍の同種艦に対抗すべく、海外警備用の大型巡洋艦を整備を決定、1906年に艦隊法を改定して大型巡洋艦も整備するよう改められた。
英海軍の巡洋戦艦「インヴィンシブル級」は23.4cmクラスの砲を8～10門装備するものと想定された。そこでドイツ海軍は、21cm砲を12門搭載する大型巡洋艦「ブリュッヒャー」を建造したが、インヴィンシブル級の実像は弩級戦艦並みの12インチ砲を8門搭載するもので、火力でドイツ海軍の大型巡洋艦を凌駕した。ドイツ海軍ではこの結果から大型巡洋艦にも主力艦と同程度の武装を搭載する方針を定め、続く1907年度計画の大型巡洋艦において、28cm砲を連装砲塔で4基計8門搭載する事とした。これが本艦である。本艦は英海軍の巡洋戦艦との砲撃戦を考慮し、既存の大型巡洋艦に与えられていた長大な航続性能を犠牲にして、同時期の弩級戦艦並の充実した耐弾防御を持つ点に特徴がある。また、この設計理念は歴代のドイツ巡洋戦艦にも引き継がれた。

## 艦形
設計方針は大型巡洋艦としての前型ブリュッヒャーの拡大改良型ではなく、同時期の弩級戦艦である「ナッサウ級」の高速化として考えられた。主兵装はナッサウ級と同一で、排水量もそれと同程度であるが、やや長い船体長と大出力を発揮するタービン主機の重量を捻出するため、砲の装備門数と水線下の装甲重量を減じて高速を得ている。
船体形状は船首楼型船体を採用した。主砲配置要領も同時期のドイツ戦艦に準じて前後甲板と中央部両舷に各1基の主砲塔を配置する形態を採用したが、中央部両舷の主砲塔は前後に位置をずらしたアン・エシュロン形の配置として反対舷射撃を可能としていた。また、舷側部には英巡洋戦艦にはない副砲が配置され、舷側には15cm単装砲がケースメイト（砲郭）配置で片舷辺り5基で計10基を配置した。この武装配置により前後方向に28cm砲6門、左右方向に最大28cm砲8門・15cm砲5門が指向できた。

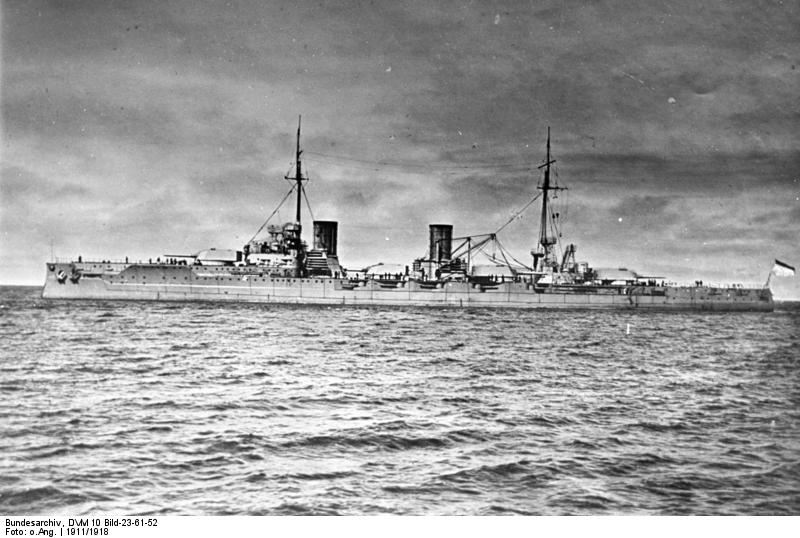
フォン・デア・タン（1911年）

## 武装

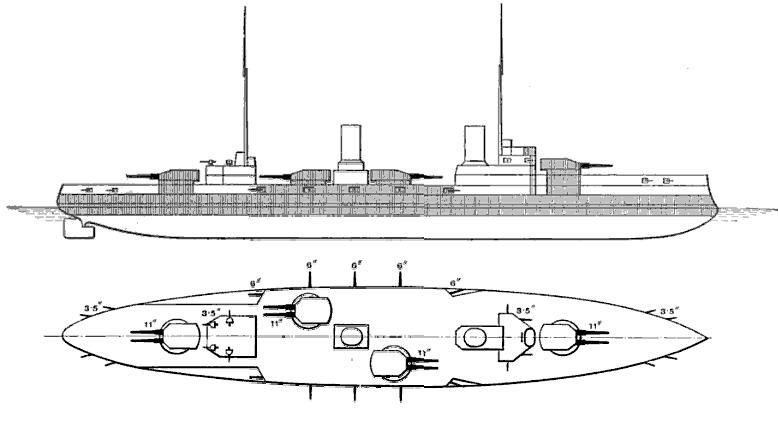
1913年の本艦の武装・装甲配置を示した図。

### 主砲
主砲は新設計の1907年型 28cm（45口径）砲を採用している。性能は重量302kgの砲弾を最大仰角20度で14,900mまで届かせることが出来た。俯仰能力は仰角20度・俯角7度である。さらに旋回角度は舷側ケースメイト配置で150度の旋回角度を持っていた。舷側配置の2番・3番主砲塔は舷側方向には180度の旋回角度を持っていたが反対舷方向には上部構造物が射界を狭める関係で80度の旋回角しか持てなかった。発射速度は毎分3発である。

### 副砲、その他の備砲・雷装等
副砲については、1906年型 15cm（45口径）砲を採用した。主行動水域と想定される北海では霧などにより視界が悪く、比較的近距離で主力艦同士の砲戦が開始される可能性を考慮し、ドイツ海軍は発射速度が主砲より高く単位時間当たりの発射弾量で有利となりうる15cm級中口径副砲の装備を重視したものである。その性能は重量45.3kgの砲弾を最大仰角20度で18,900mまで届かせることが出来た。俯仰能力は仰角20度・俯角7度で、旋回角度は舷側ケースメイト配置で150度の旋回角度を持っていた。発射速度は毎分5～7発である。
対水雷艇用に、1905年型 8.8cm（45口径）砲を採用した。その性能は重量9kgの砲弾を最大仰角25度で10,694mまで届かせることが出来た。俯仰能力は仰角25度・俯角10度であった。発射速度は毎分15発である。搭載位置は艦首に片舷2基、艦橋基部に2基、見張り所脇に2基、艦尾に2基の片舷8基計16基である。
水雷兵装として、45cm単装魚雷発射管を水線下に4門装備した。

## 艦歴

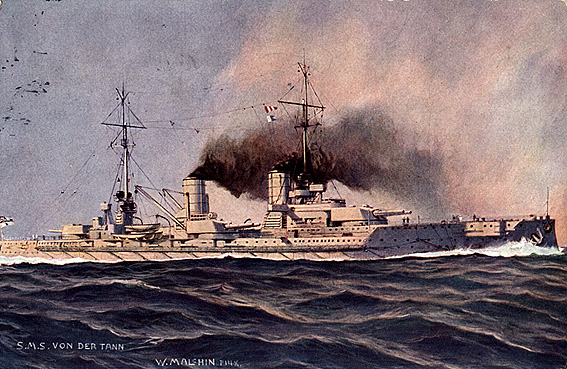
SMS Von der Tann

ブローム・ウント・フォス社で建造。1908年3月25日起工。1909年3月20日進水。
1910年9月1日竣工。第一次世界大戦では北海やバルト海で行動し、1914年11月のヤーマス襲撃、12月のスカーバラ、ハートルプールおよびウィトビー襲撃、1916年4月のヤーマス・ローストフト砲撃に参加した。
1916年5月31日、6月1日のユトランド沖海戦ではイギリスの巡洋戦艦インディファティガブルへ4ないし5発の命中弾を与えこれを撃沈。フォン・デア・タン自身は38.1cm砲弾、34.3cm砲弾を各2発ずつ被弾した。また、この被弾と故障によって一時は全砲塔が射撃不能になる事態に陥っている。
第一次世界大戦休戦後、スカパ・フローに抑留され1919年6月21日に自沈。1930年浮揚、1934年解体。
現在、ラーボエ海軍記念碑に船鍾が展示されている。